# 沃格岛
沃格岛是法罗群岛的一个岛屿，位于斯特勒姆岛以西。该岛总面积178平方公里（约70平方英里），居法罗群岛第3位。总人口3,344（2021年1月）。沃格岛区包括此岛和邻近的米基内斯岛。
沃格岛的形状非常特别，在地图上看起来像一个狗头侧面像。瑟沃格峡湾是狗的嘴巴，而菲亚拉湖则是狗的眼睛。
沃格岛上有法罗群岛唯一的机场，即沃格机场。该岛上有法罗群岛最大的两个湖：瑟沃格湖与菲亚拉湖。岛上共有6个村庄。